# MStE E 1–2
Az MStE E 1–2 két keskenynyomtávú villamos mozdony volt a Mixnitz-Sankt Erhard HÉVnél (MStE).
A járműveket 1913-ban a Lokalbahn Mixnitz-Sankt Erhard üzemének megkezdéséhez szerezték be. A vasutat 1924. január 1-ig a Déli Vasút üzemeltette, 1924. január 1-től 1927. január 1-ig a BBO, azután a Steiermärkische Landesbahnen.
A gépeken középen van a vezetőállás, elöl és hátul két alacsonyabb résszel, amelyekben a motorok kaptak helyet. Eredetileg a fülketetőn Lyra áramszedő volt, melyet mára felváltotta egy lehúzható áramszedő. A valószínűleg zöld színű eredeti festést élénkkék szín váltotta fel.
A járművek még mindig használatban vannak.

## Fordítás
- Ez a szócikk részben vagy egészben  a   MStE E 1–2 című német Wikipédia-szócikk fordításán alapul.  Az eredeti cikk szerkesztőit annak laptörténete sorolja fel. Ez a jelzés csupán a megfogalmazás eredetét és a szerzői jogokat jelzi, nem szolgál a cikkben szereplő információk forrásmegjelöléseként.-Az eredeti szócikk forrásai szintén ott találhatóak.